# 御供所町 (福岡市)
御供所町（ごくしょまち）は、福岡県福岡市博多区の地名。現行の行政地名は御供所町、丁目の設定がない単独町名であり、全域で住居表示を施行している。面積は181,960平方メートル (18.20 ha)。2023年9月末現在の人口は1,060人。郵便番号は812-0037。

## 地理
福岡市の都心とされる中央区天神の東北東約1.5キロメートル、博多区の北西側に位置する。北東で御笠川（）を介して千代と、南東で国道202号を挟んで博多駅前と、南西で大博通り（）を挟んで祇園町（）及び冷泉町（）と、北西で上呉服町（）と隣接している。

### 都市計画
御供所町を含む地区の都市計画における位置づけについては、2012年（平成24年）12月21日に策定された『第9次福岡市基本計画』の「都市空間構想図」において、「都心部」に含まれている。都心部のなかでも特に天神・渡辺通地区、博多駅周辺地区、ウォーターフロント地区（博多ふ頭及び中央ふ頭）の3地区が都心部の核とされており、御供所町を含む地区は博多駅周辺地区の北側にある。都市計画に関しては、「福岡市都市計画マスタープラン」において定められた方針については次のとおりである。都市における拠点に関しては、寺社などの歴史的資産や伝統的な祭りや文化を活かし、歩行者空間の確保や周辺地区との連携の強化を図る「都市拠点」に位置付けられている。交通ネットワークに関しては、都市の骨格となる国道202号の沿道や幹線道路である大博通りの沿道は、商業、業務、サービス施設や中高層住宅などが連続した「都市軸」や「沿道軸」に位置付けられている。環境資源に関しては、聖福寺など寺社周辺が、緑の保全、歩行者同線の確保、歴史的景観の保全などを図る「歴史的景観拠点ゾーン」に位置付けられている。また、御笠川の河川沿いが散策・憩いの場となるとともに、緑と広がりのある景観が連続したゆとりと潤いのある水辺空間として「河川緑地軸」に位置付けられている。土地利用については、住宅を中心に歴史、伝統、文化が息づき、都心機能を支援する業務施設、商業施設が共存する「複合市街地ゾーン」に位置付けられ、職住が調和した複合市街地づくりと良好な街並みの形成、歴史的景観を保全、創造するための歴史的街並みづくりなどがまちづくりの視点とされている。今後の課題については、建築後30年以上の木造住宅も多いため、災害時の安全性などが懸念されている。用途地域は、国道202号の南東側の全て、その北西側道路境界線より概ね30メートルの範囲、御供所通りの南西側の全て、その北東側道路境界線より概ね30メートルの範囲、疎開道路の道路境界線より概ね30メートルの範囲が商業地域に、これ以外の地域が第一種住居地域に指定されている。用途地域以外の地域地区などに関しては、聖福寺及びその周辺が、緑地保全地域のうち特に優れた緑地などが指定される特別緑地保全地区として「御供所特別緑地保全地区」に指定されている。また、大博通り沿線の一部を除くほぼ全域が景観法の規定に基づく「御供所地区都市景観形成地区」に指定されている。
- ウィキメディア・コモンズには、御供所特別緑地保全地区に関するカテゴリがあります。
- ウィキメディア・コモンズには、御供所地区都市景観形成地区に関するカテゴリがあります。

## 歴史

### 町名の語源
貝原益軒の｢筑前国続風土記｣に記されている内容によると、昔、筥崎八幡宮の御供え物を調えた（必要な物を取り揃えた）ので、「御供所」という名が付いたとされる。
日本においては、神々に感謝・祈願し霊を鎮めるため神社などに供物を捧げる習慣が、古来から神道儀礼として定着しており、とりわけ稲作中心の農耕文化であったため、気象条件により年によっては凶作となった。そこで、新米など新しい五穀を供えてその年の収穫に感謝し、豊作を祈願する稲作儀礼がさかんに行なわれ、農耕に限らず、神社信仰においては、大漁、安産、地鎮祭、七五三詣などはもとより私的な細事に至るまで、日頃から供物を捧げて祈願する。神社などの儀礼施設に限らず、個人の居宅にも神棚を設けて、榊や灯明とともに神饌と呼ばれる供物を捧げることにより家内安全や招福を祈願し、今日でもその伝統は残されている。その一端として皇室で行なわれる新嘗祭や大嘗祭にもその儀礼が伝わっている。
神社の御供物として主に「落雁」などがある。

### 町域の変遷
戦国期は筑前国那珂郡のうち。江戸期では博多の町のひとつとして、東町流に属していた。1878年（明治11年）では福岡区、1889年（同22年）福岡市、1972年（昭和47年）には同市博多区に所属。1945年（昭和20年）の戦災から免れたため、古い寺院や町並みは今も残っている。

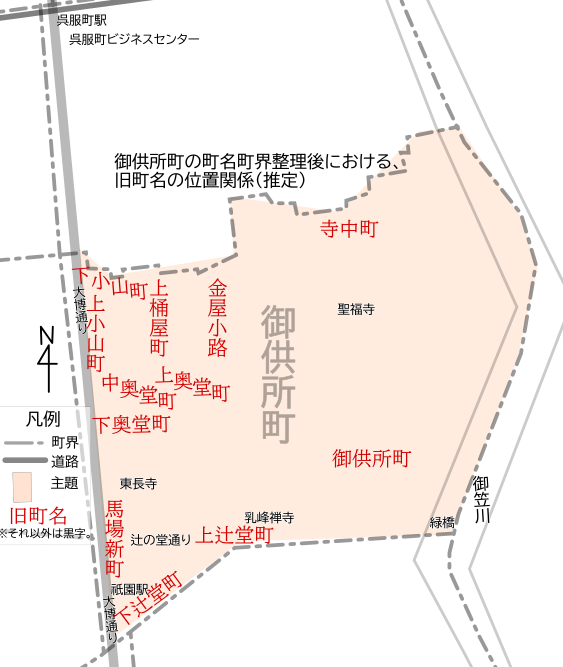
御供所町の町名町界整理後における、旧町名の位置関係（推定）。（SVG形式のファイルへのリンク）

1966年（昭和41年）の町名町界整理事業によって一部は上呉服町に、同年上奥堂町(
かみおくのどうまち）、下奥堂町、上辻堂町（かみつじのどうまち）、下辻堂町、馬場新町（ばばしんまち）、上小山町（かみおやままち）、下小山町、中奥堂町、金屋小路（かなやしょうじ）、上桶屋町（かみおけやまち）、及び寺中町の各一部が編入され現在の御供所町となった。

## 寺町

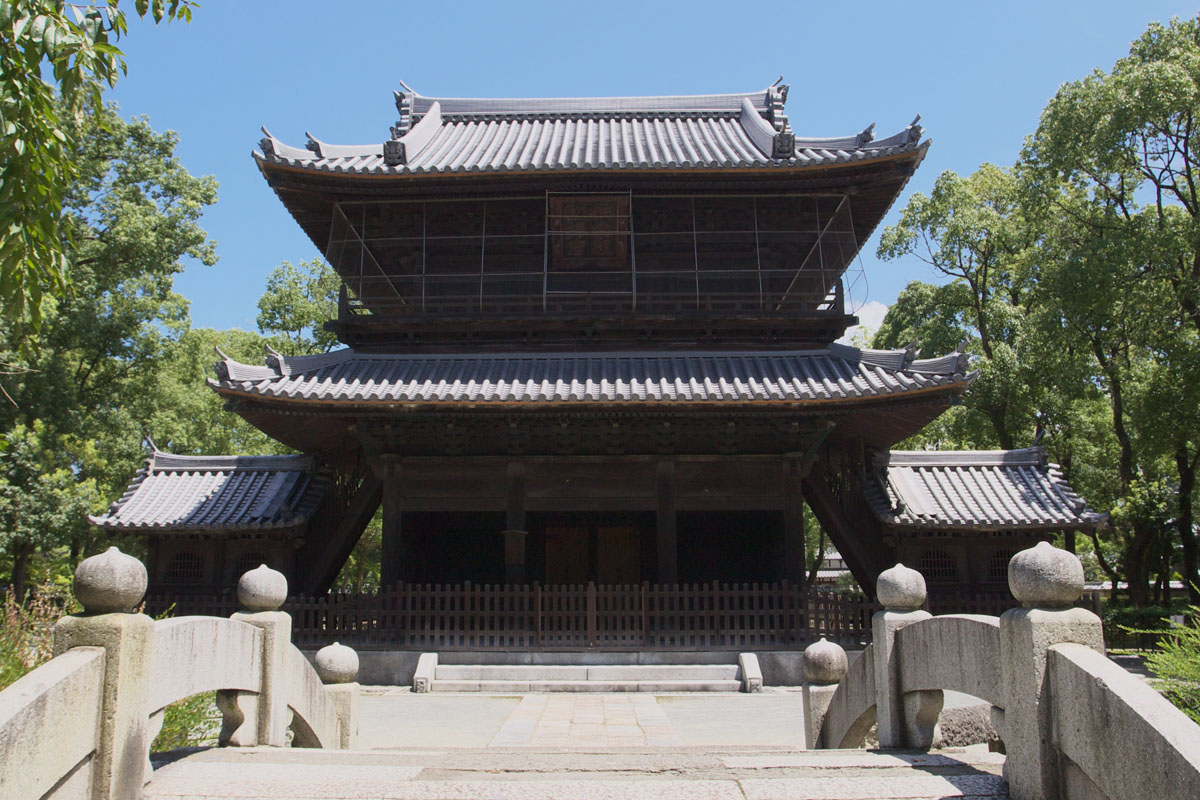
聖福寺
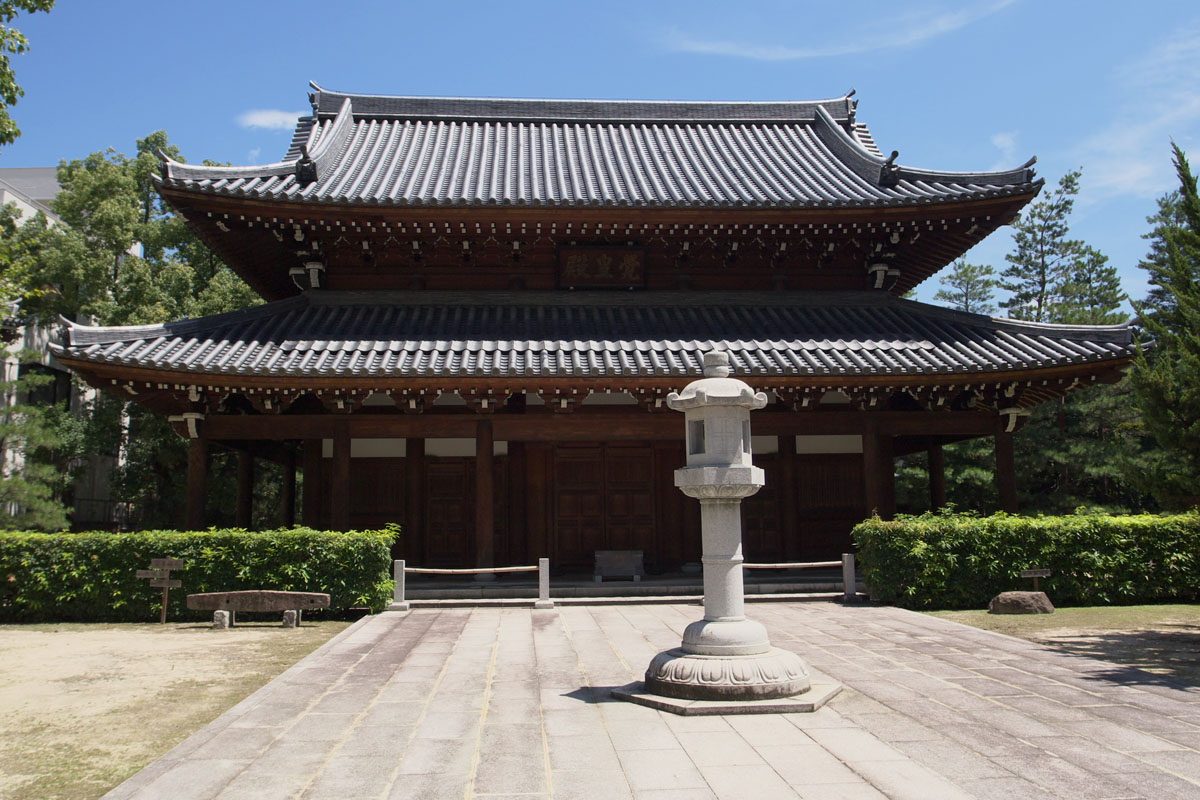
承天寺
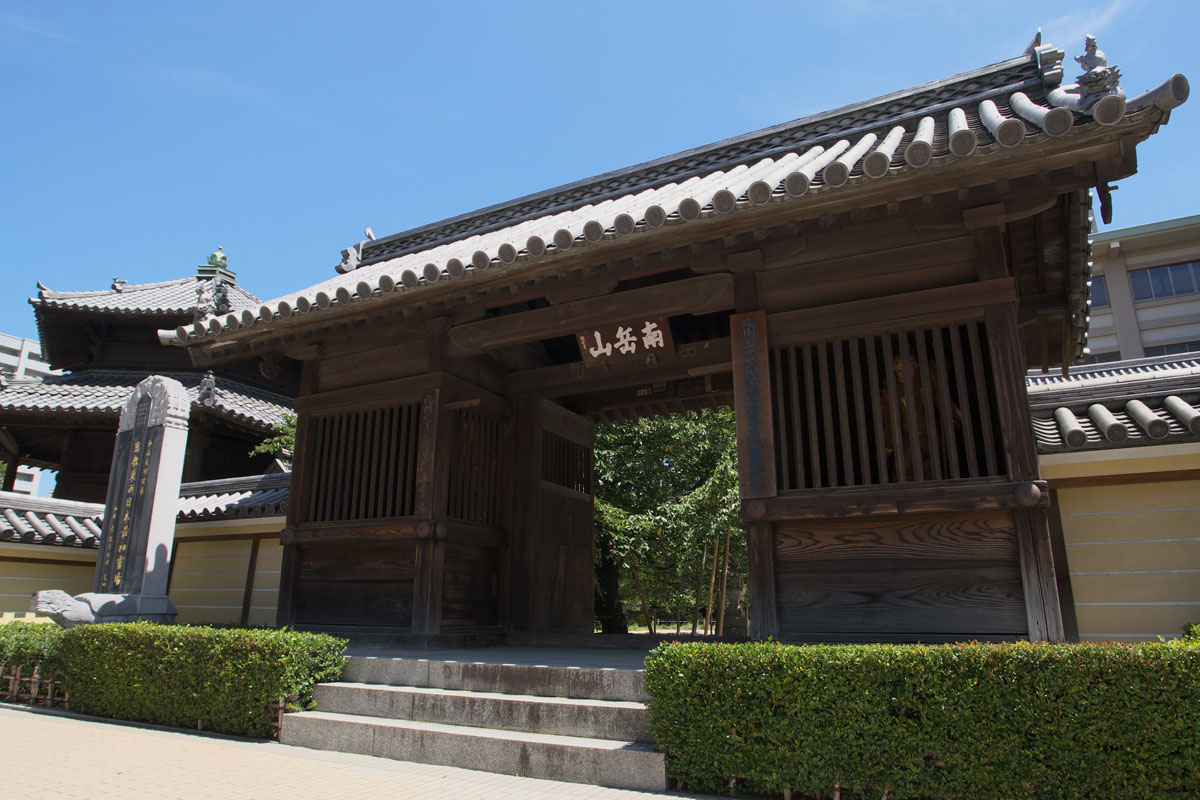
東長寺
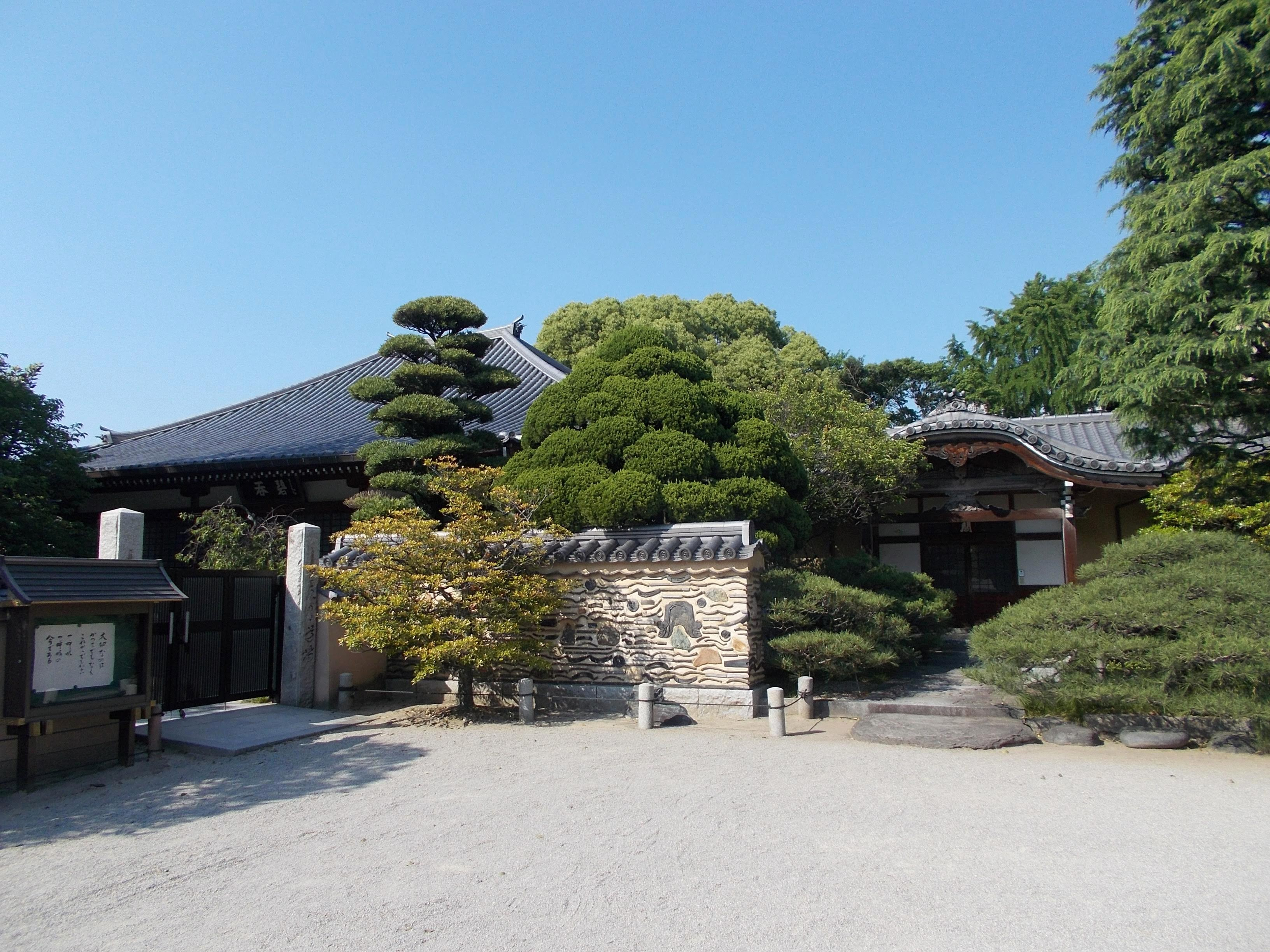
妙楽寺
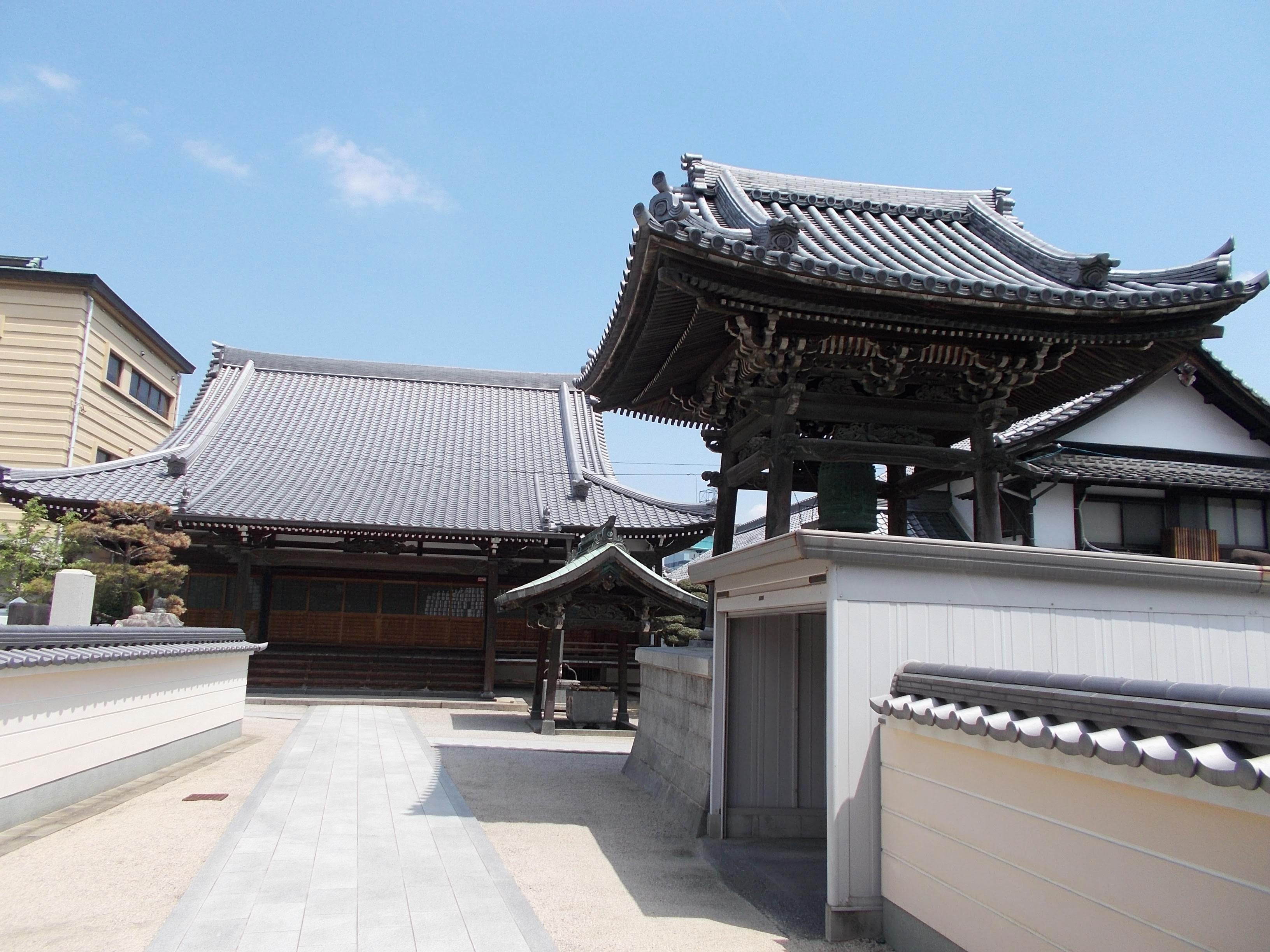
西教寺

御供所は「寺町」と呼ばれるように、寺院が集中している。
宋から帰朝した栄西禅師によって開かれた「聖福寺」（日本最初の禅寺）は禅寺のなかでも、日本における大陸側窓口としての意味合いが特に強く、寺には国際交流を行う上でのノウハウが次第に蓄積され現在の外交の基礎を構築したと言える。また日本に中国からお茶を持ち帰ったことでも有名であり、日本のお茶文化の伝播に大いに貢献した。
博多祇園山笠・発祥の地として有名な「承天寺」は聖一國師が開山した、またうどん・蕎麦・羊羹・饅頭の製法を初めて日本に伝え粉物食文化を広めたと云われており承天寺境内には「饂飩蕎麦発祥之地」と記された石碑が建っている。
空海が唐から帰朝後初めて建立された「東長寺」には国の重要文化財の木造千手観音が収められているほか、木造座像としては日本最大の大きさを誇る「福岡大仏」がある。
ういろうの起源と云われている「妙楽寺」もともとは、鎌倉後期に薬として伝えたのが始まり。対外交渉の拠点の時期もあり、神屋宗湛、伊藤小左衛門など博多豪商の墓があることでも有名。博多湾岸の沖の浜にあり現在の場所へは藩主黒田長政入城の際に移された。
このように、大小あわせて多くの寺院があり外交の窓口として大使館や貿易基地として存在し博多の僧たちは外交や貿易の仕事を任されていた。都市化が進む博多駅周辺や大博通り周辺地域に対し、昔のたたずまいが残っており歴史・文化が生きる貴重で閑静な地域として親しまれている。

## 博多祇園山笠・博多松囃子
国の重要無形民俗文化財である博多祇園山笠の流では東流に属する。この地区には博多祇園山笠の起源とされる承天寺、博多総鎮守櫛田神社と縁が深い東長寺があり、それぞれの寺の前には清道旗が立てられるため、行事の大事な場所とされている。
また、博多どんたくの起源となった国の重要無形民俗文化財である博多松囃子では稚児流を担当。2年ごとに西流と交代で当番を務め、市内各所で舞やお囃子、地謡いを披露する。

## 行事
- 五大力祭
- 節分祭
- ステーションフェスタ
- 博多松囃子
- 不動尊祭
- 博多祇園山笠
- 千灯明
- 灯明ウォッチング
- 御供所・冷泉ライトアップウォーク
- 除夜の鐘

## 名所・旧跡
- 聖福寺
- 東長寺
- 承天寺
- 妙楽寺
- 西教寺

## 人口
御供所町町の人口の推移を福岡市の住民基本台帳（公称町別）に基づき示す（単位：人）。集計時点は各年9月末現在である。
- 2001年（平成13年）：809
- 2002年（平成14年）：807
- 2003年（平成15年）：793
- 2004年（平成16年）：786
- 2005年（平成17年）：792
- 2006年（平成18年）：885
- 2007年（平成19年）：897
- 2008年（平成20年）：873
- 2009年（平成21年）：888
- 2010年（平成22年）：904
- 2011年（平成23年）：928
- 2012年（平成24年）：917
- 2013年（平成25年）：958
- 2014年（平成26年）：933
- 2015年（平成27年）：977
- 2016年（平成28年）：1,067
- 2017年（平成29年）：1,045
- 2018年（平成30年）：1,043
- 2019年（令和元年）：1,099
- 2020年（令和2年）：1,101
- 2021年（令和3年）：1,087
- 2022年（令和4年）：1,067
- 2023年（令和5年）：1,060

## その他
2010年にイギリスの情報誌「MONOCLE（モノクル）」は「世界で最も暮らしやすい都市」として上位25都市を発表。日本からは東京都が3位、福岡市が17位、京都府が20位に入っている。
同誌は住宅や教育事情のほか、映画館の数、ビジネス参入のしやすさなど独自の基準で25都市を選定。1位はコペンハーゲン（デンマーク）、2位はミュンヘン（ドイツ）だった。欧州から計14都市が選ばれ、日本から選ばれた計3都市は、アメリカと並んで国別では最多だった。また、「グローバルな都市」「ビジネスのしやすい都市」などテーマ別でのランキングも発表。「ショッピング」では「顧客のセンスのレベルが高く、食文化の質も高い。山や海に近く自然が豊か」などとして福岡市博多区が1位に選ばれており御供所町も含まれている。